# اف‌ئی‌ان‌سی
اف‌ئی‌ان‌سی (انگلیسی: Far Eastern New Century) شرکت خوشه‌ای تایوانی است، که در سال ۱۹۴۲ تأسیس شد.